# Final de la Liga Nacional de Básquet 2020-21
La final de la temporada 2020-21 de La Liga Nacional fue la trigésima sexta final disputada, correspondiente a la trigésima séptima temporada y se disputó nuevamente tras una temporada suspendida. Tuvo lugar en mayo de 2021 y se disputó al mejor de cinco juegos, cortando la racha de encuentros al mejor de siete juegos como se hacía desde la temporada 1990-91.
El primer finalista se definió el 29 de abril cuando Quimsa, el mejor de la fase regular, derrotó a Boca Juniors en el segundo juego de la serie al mejor de tres partidos. El segundo finalista se definió el 2 de mayo tras el tercer juego de la semifinal entre San Lorenzo de Buenos Aires y San Martín de Corrientes, serie que se definió en favor del equipo porteño, el campeón vigente.

## Evolución de la temporada de los clasificados

### Quimsa
La temporada 2020-2021 de Quimsa comenzó renovando con el grupo técnico dirigido por Sebastián González y con algunos jugadores como Mauro Cosolito, Juan Brussino más la incorporación de Fabián Ramirez Barrios, Franco Baralle, Brandon Robinson. El primer juego de la temporada fue ante San Lorenzo de Buenos Aires en Buenos Aires, donde Quimsa hizo de local y válido por el tercer juego de la semifinal de la Champions League 2019-20, la cual había sido suspendida por la pandemia de COVID-19. Tras vencer 110 a 97, disputó la final a encuentro único ante Flamengo de Brasil en Montevideo, donde se proclamó campeón de la primera edición del torneo continental.
La temporada continuó con Trevor Gaskins y Alejandro Diez sumándose al equipo de cara a la Liga Nacional. Esta temporada se disputó íntegramente en Buenos Aires y comenzó con un formato de conferencias, el cual fue suspendido por la escalada de casos de Covid en los planteles, entre ellos, Fabián Ramírez Barrios, de la fusión. Al retorno de la competencia se pasó a un formato de todos contra todos y tabla única, y los cuatro mejores de la primera rueda accederían al final four del Súper 20. Quimsa fue el mejor equipo de la primera rueda y accedió a la definición de dicho torneo, donde derrotó a sus tres contrincantes y así logró proclamarse campeón del mismo.
Continuó la temporada logrando victorias en la mayoría de sus encuentros, para terminar la fase regular con una marca de 31 victorias y solo 7 derrotas, y en la mejor ubicación de la tabla. Producto de esta ubicación, accedió directamente a cuartos de final y se enfrentó en esa instancia al peor clasificado, que fue Comunicaciones de Mercedes.

### San Lorenzo (BA)
San Lorenzo comenzó la temporada 2020-2021 contratando al entrenador Silvio Santander mientras que entre los jugadores estuvieron los extranjeros Luis Montero, Dar Tucker, Jeff Adrien y Justin Satchell, y entre los nacionales José Vildoza, Santiago Ferreyra, José Defelippo, Máximo Fjellerup, Christian Bihurriet, Jonathan Maldonado, Nicolás Aguirre, Agustín Caffaro, Facundo Piñero, Kevin Hernández y Nicolás Romano. El primer torneo que disputó fue la Champions League 2019-20 donde perdió la semifinal ante Quimsa y quedó eliminado de la misma.
La temporada continuó con el inicio de la Liga Nacional, que se disputó en formato de burbujas por la pandemia de Covid-19. En un principio formó parte de la conferencia sur, pero ante un nuevo brote y una suspensión momentánea de la temporada, la misma continuó con el formato habitual de todos contra todos. Al momento de la suspensión el equipo llevaba tres victorias y dos derrotas, mientras que durante el resto de la temporada logró alcanzar veintiocho victorias, cantidad que lo ubicó en el segundo puesto de la tabla general. A pesar de su buena posición en la tabla, no logró acceder al Torneo Súper 20.
A medida que disputaba la temporada de la Liga Nacional, también formó parte de la nueva edición de la Champions League. Integró el grupo C junto con Obras Basket y con SESI Franca de Brasil. Si bien estaba planeado que dispute seis partidos, solo jugó cuatro encuentros, cuatro victorias, y avanzó a los play-off. En Managua, Nicaragua, se disputaron los play-off, a encuentro único, y quedó eliminado por el São Paulo FC de Brasil. 
En play-offs de la Liga Nacional eliminó a Instituto en cuartos de final al ganar la serie 2 a 0 (103-76 y 98-78), mientras que en semifinales arrancó perdiendo ante San Martín de Corrientes 90-73 pero revirtió tras ganar 89-61 y 72-69, y así acceder nuevamente a la final.

### Enfrentamientos durante la temporada
| 27 de octubre, 17:00 Champions League 2019-20, semifinales     | Quimsa                                                                   | 110–97               | San Lorenzo (BA)                                            | Buenos Aires                                                                              |  |
|                                                                | Parciales: 18-26, 18-22, 29-22, 26-21 (T.E.: 19–6)                       |                      |                                                             |                                                                                           |  |
|                                                                | Estadísticas Fabián Ramírez Barrios 22 Mauro Cosolito 7 Mauro Cosolito 4 | Reporte Pts Reb Asts | Estadísticas 22 José Vildoza 11 Luis Montero 6 José Vildoza | Pabellón: Estadio Obras Sanitarias Árbitros: Fabricio Vito Juan Fernández Leandro Lezcano |  |
| Serie: 2-1                                                     |                                                                          |                      |                                                             |                                                                                           |  |
| Quimsa avanzó a la final del torneo tras ganar la serie 2 a 1. |                                                                          |                      |                                                             |                                                                                           |  |

| Liga Nacional, fase regular | Quimsa | 78–71   | San Lorenzo (BA) | Buenos Aires                                                         |  |
|                             |        |         |                  |                                                                      |  |
|                             |        | Reporte |                  | Pabellón: Estadio Obras Sanitarias, El Templo del Rock Árbitros: * * |  |

| Liga Nacional, fase regular | San Lorenzo (BA) | 81–88   | Quimsa | Buenos Aires                                   |  |
|                             |                  |         |        |                                                |  |
|                             |                  | Reporte |        | Pabellón: Estadio Héctor Etchart Árbitros: * * |  |

## Desarrollo
En la previa, ambos equipos buscaban sumar un título más. Quimsa había ganado la temporada 2014-2015 mientras que San Lorenzo llevaba desde la temporada 2015-2016 ganando todas las ediciones, llegando a cuatro lauros de manera consecutiva.
Para el primer juego Quimsa llegó con plantel completo mientras que San Lorenzo no tuvo a Dar Tucker a su disposición. El primer cuarto del encuentro lo ganó el equipo santiagueño por 5 puntos (21 a 16) gracias a la gran defensa, cualidad que se repitió en el segundo cuarto pues el equipo porteño no logró anotar más de dos puntos sino hasta falta de 3'25" para el cierre del cuarto (cuarto 14-13, parcial 35-29). El tercer segmento inició con mejoría para San Lorenzo, que anotó 20 puntos y redujo la desventaja (16-20, 51-49), pero la misma se acrecentó en el último período, donde Quimsa ganó 24 a 19 (75-68) y se quedó con el primer punto de la final.
El segundo juego se disputó unos días posteriores al primero. Nuevamente San Lorenzo no contó con Tucker, mientras que Quimsa tuvo plantel completo. Este segundo encuentro estuvo marcado por la paridad de los equipos. Quimsa ganó el primer tiempo (21-18 y 18-15) mientras que San Lorenzo mejoró en defensa y revirtió la situación, llevándose el partido tras un último cuarto en el que ganó ampliamente (22 a 12).
El tercer juego lo ganó San Lorenzo con superioridad. Nicolás Romano fue el primer jugador del «ciclón» que se destacó, marcando los primeros tantos del equipo. Tal fue la diferencia entre los equipos que al final de los primeros dos cuartos, San Lorenzo ya estaba 53 a 31. El partido continuó con esa tendencia hasta que el equipo porteño ganó el duelo 89 a 66.
El cuarto partido fue más parejo, y el equipo santiagueño se repuso del anterior encuentro y mostró una mejor imagen. Comenzó el partido ganando 18 a 16 al cabo del primer cuarto y 51 a 41 al final del primer tiempo. Brandon Robinson fue el jugador más destacado de Quimsa, goleador del equipo con 32 tantos. Finalmente, Quimsa se impuso 90 a 83 y llevó la serie al quinto juego.
El juego decisivo, el quinto partido, se jugó el 15 de mayo a las 11 de la mañana. El partido comenzó peleado, ganando Quimsa el primer cuarto 18 a 17 tras parciales disputados. Quimsa pudo estar arriba en el marcador durante gran parte del segundo cuarto, llegando a ganar 40 a 30 al cabo de la primera mitad, pero San Lorenzo se repuso gracias a tener más suplentes de categoría, sumado al bajón del rendimiento de Robinson en Quimsa. A pesar de ello, Quimsa supo estar arriba 70 a 65, pero San Lorenzo lo empató y pasó a ganarlo gracias a la participación de Romano. La fusión lo empató en 77, pero a falta de un segundo, Nicolás Romano capturó un balón y marcó un triple que sirvió para cerrar el encuentro 82 a 77. Así, el equipo de Boedo logró el quinto título consecutivo.

### Estadísticas

#### Primer partido
| 6 de mayo, 17:00 | Quimsa                                                                    | 75–68                | San Lorenzo (BA)                                                  | Buenos Aires |  |  |
|                  | Parciales: 21-16, 14-13, 16-20, 24-19                                     |                      |                                                                   | |  |  |
|                  | Estadísticas Franco Baralle 17 Nicolás Copello 6 Fabián Ramírez Barrios 2 | Reporte Pts Reb Asts | Estadísticas 21 José Vildoza 7 Máximo Fjellerup 4 Nicolás Aguirre | Pabellón: Estadio Obras Sanitarias, El Templo del Rock Árbitros: * Fabricio Vito * Pablo Estévez * Pedro Hoyo Televisión: TyC Sports |  |  |
| Serie: 1-0       |                                                                           |                      |                                                                   | |  |  |
|                  |                                                                           |                      |                                                                   | |  |  |

| Jugador    | Jugador                 | TJ                 | Pts                | Reb                | As                 |
| ---------- | ----------------------- | ------------------ | ------------------ | ------------------ | ------------------ |
| 10         | Nicolás Copello         | 21:40              | 13                 | 6                  | 1                  |
| 15         | Brandon Robinson        | 27:38              | 9                  | 2                  | 2                  |
| 19         | Leo Mainoldi            | 36:16              | 11                 | 2                  | 1                  |
| 28         | Ismael Romero Fernández | 17:02              | 4                  | 5                  | 0                  |
| 30         | Mauro Cosolito (C) (X)  | 24:20              | 10                 | 5                  | 1                  |
| Suplentes  |                         |                    |                    |                    |                    |
| 3          | Francisco Conrradi      | —                  | —                  | —                  | —                  |
| 4          | Alejandro Diez          | 20:22              | 7                  | 5                  | 0                  |
| 5          | Iván Gramajo            | 6:23               | 3                  | 3                  | 0                  |
| 9          | Franco Baralle          | 19:33              | 17                 | 2                  | 1                  |
| 33         | Fabián Ramírez Barrios  | 20:26              | 0                  | 5                  | 2                  |
| 34         | Bryan Carabali          | 6:20               | 1                  | 0                  | 0                  |
| Entrenador | Entrenador              | Sebastián González | Sebastián González | Sebastián González | Sebastián González |

| Jugador    | Jugador               | TJ               | Pts              | Reb              | As               |
| ---------- | --------------------- | ---------------- | ---------------- | ---------------- | ---------------- |
| 7          | Nicolás Aguirre (C)   | 31:51            | 2                | 4                | 4                |
| 9          | Kevin Hernández       | 22:04            | 6                | 2                | 1                |
| 11         | José Vildoza          | 37:39            | 21               | 4                | 2                |
| 33         | Nicolás Romano        | 27:16            | 9                | 7                | 0                |
| 55         | José Defelippo        | 14:30            | 5                | 5                | 1                |
| Suplentes  |                       |                  |                  |                  |                  |
| 5          | Mariano Gago          | —                | —                | —                | —                |
| 10         | Máximo Fjellerup      | 21:21            | 16               | 0                | 0                |
| 12         | Facundo Rutenberg     | —                | —                | —                | —                |
| 13         | Leandro Cerminato     | —                | —                | —                | —                |
| 18         | Facundo Piñero        | 16:08            | 3                | 2                | 1                |
| 35         | Roberto Acuña         | 17:36            | 6                | 5                | 0                |
| 44         | Luis Montero Carrasco | 11:34            | 0                | 2                | 1                |
| Entrenador | Entrenador            | Silvio Santander | Silvio Santander | Silvio Santander | Silvio Santander |

- (C): capitán
- (X): expulsado

#### Segundo partido
| 9 de mayo, 11:00 | Quimsa                                                                       | 72–81                | San Lorenzo (BA)                                              | Buenos Aires |  |  |
|                  | Parciales: 21-18, 18-15, 21-26, 12-22                                        |                      |                                                               | |  |  |
|                  | Estadísticas Brandon Robinson 24 Ismael Romero Fernández 7 Nicolás Copello 4 | Reporte Pts Reb Asts | Estadísticas 21 José Vildoza 7 Luis Montero 4 Nicolás Aguirre | Pabellón: Estadio Obras Sanitarias, El Templo del Rock Árbitros: * Alejandro Chiti * Leonardo Zalazar * Sebastián Moncloba Televisión: TyC Sports |  |  |
| Serie: 1-1       |                                                                              |                      |                                                               | |  |  |
|                  |                                                                              |                      |                                                               | |  |  |

| Jugador    | Jugador                 | TJ                 | Pts                | Reb                | As                 |
| ---------- | ----------------------- | ------------------ | ------------------ | ------------------ | ------------------ |
| 10         | Nicolás Copello         | 20:24              | 5                  | 3                  | 2                  |
| 15         | Brandon Robinson        | 38:43              | 24                 | 6                  | 1                  |
| 19         | Leo Mainoldi            | 25:36              | 3                  | 4                  | 0                  |
| 28         | Ismael Romero Fernández | 29:02              | 16                 | 7                  | 1                  |
| 30         | Mauro Cosolito (C)      | 12:13              | 7                  | 2                  | 0                  |
| Suplentes  |                         |                    |                    |                    |                    |
| 3          | Francisco Conrradi      | —                  | —                  | —                  | —                  |
| 4          | Alejandro Diez          | 12:47              | 3                  | 4                  | 0                  |
| 5          | Iván Gramajo            | 17:02              | 4                  | 2                  | 1                  |
| 9          | Franco Baralle          | 19:36              | 4                  | 4                  | 2                  |
| 33         | Fabián Ramírez Barrios  | 18:60              | 5                  | 1                  | 0                  |
| 34         | Bryan Carabali          | 5:37               | 1                  | 4                  | 0                  |
| Entrenador | Entrenador              | Sebastián González | Sebastián González | Sebastián González | Sebastián González |

| Jugador    | Jugador             | TJ               | Pts              | Reb              | As               |
| ---------- | ------------------- | ---------------- | ---------------- | ---------------- | ---------------- |
| 7          | Nicolás Aguirre (C) | 37:12            | 16               | 6                | 4                |
| 9          | Kevin Hernández     | 10:12            | 2                | 3                | 0                |
| 10         | Máximo Fjellerup    | 18:59            | 16               | 3                | 2                |
| 11         | José Vildoza        | 40:00            | 21               | 4                | 3                |
| 33         | Nicolás Romano      | 17:59            | 4                | 3                | 0                |
| Suplentes  |                     |                  |                  |                  |                  |
| 5          | Mariano Gago        | —                | —                | —                | —                |
| 12         | Facundo Rutenberg   | —                | —                | —                | —                |
| 13         | Leandro Cerminato   | —                | —                | —                | —                |
| 18         | Facundo Piñero      | 21:48            | 9                | 3                | 0                |
| 35         | Roberto Acuña       | 29:23            | 7                | 6                | 0                |
| 44         | Luis Montero        | 21:39            | 6                | 7                | 1                |
| 55         | José Defelippo      | 2:48             | 0                | 0                | 0                |
| Entrenador | Entrenador          | Silvio Santander | Silvio Santander | Silvio Santander | Silvio Santander |

- (C): capitán
- (X): expulsado

#### Tercer partido
| 11 de mayo, 17:00 | San Lorenzo (BA)                                              | 89–66                | Quimsa                                                               | Buenos Aires |  |  |
|                   | Parciales: 27-16, 26-15, 16-25, 20-10                         |                      |                                                                      | |  |  |
|                   | Estadísticas José Vildoza 22 Nicolás Romano 5 Nicolás Aguirre | Reporte Pts Reb Asts | Estadísticas 17 Brandon Robinson 7 Alejandro Diez 4 Brandon Robinson | Pabellón: Estadio Obras Sanitarias, El Templo del Rock Árbitros: * Leandro Lezcano * Oscar Brítez * Raúl Sánchez Televisión: TyC Sports |  |  |
| Serie: 2-1        |                                                               |                      |                                                                      | |  |  |
|                   |                                                               |                      |                                                                      | |  |  |

| Jugador    | Jugador             | TJ               | Pts              | Reb              | As               |
| ---------- | ------------------- | ---------------- | ---------------- | ---------------- | ---------------- |
| 7          | Nicolás Aguirre (C) | 38:03            | 13               | 4                | 7                |
| 9          | Kevin Hernández     | 18:56            | 10               | 4                | 1                |
| 10         | Máximo Fjellerup    | 21:57            | 13               | 4                | 3                |
| 11         | José Vildoza        | 35:38            | 22               | 2                | 3                |
| 33         | Nicolás Romano      | 27:29            | 19               | 5                | 0                |
| Suplentes  |                     |                  |                  |                  |                  |
| 5          | Mariano Gago        | —                | —                | —                | —                |
| 12         | Facundo Rutenberg   | —                | —                | —                | —                |
| 13         | Leandro Cerminato   | 1:48             | 0                | 0                | 0                |
| 18         | Facundo Piñero      | 18:15            | 2                | 5                | 1                |
| 35         | Roberto Acuña       | 19:59            | 9                | 5                | 0                |
| 44         | Luis Montero        | 11:35            | 0                | 4                | 1                |
| 55         | José Defelippo      | 6:20             | 1                | 2                | 0                |
| Entrenador | Entrenador          | Silvio Santander | Silvio Santander | Silvio Santander | Silvio Santander |

| Jugador    | Jugador                 | TJ                 | Pts                | Reb                | As                 |
| ---------- | ----------------------- | ------------------ | ------------------ | ------------------ | ------------------ |
| 5          | Iván Gramajo (X)        | 30:08              | 14                 | 3                  | 1                  |
| 10         | Nicolás Copello         | 29:57              | 3                  | 3                  | 3                  |
| 15         | Brandon Robinson        | 32:38              | 17                 | 3                  | 4                  |
| 19         | Leo Mainoldi            | 27:14              | 3                  | 4                  | 2                  |
| 28         | Ismael Romero Fernández | 25:44              | 13                 | 6                  | 0                  |
| Suplentes  |                         |                    |                    |                    |                    |
| 3          | Francisco Conrradi      | —                  | —                  | —                  | —                  |
| 4          | Alejandro Diez          | 19:06              | 8                  | 7                  | 0                  |
| 9          | Franco Baralle          | 10:10              | 1                  | 7                  | 0                  |
| 30         | Mauro Cosolito (C)      | —                  | —                  | —                  | —                  |
| 33         | Fabián Ramírez Barrios  | 23:58              | 7                  | 2                  | 1                  |
| 34         | Bryan Carabali          | 1:05               | 0                  | 0                  | 0                  |
| Entrenador | Entrenador              | Sebastián González | Sebastián González | Sebastián González | Sebastián González |

- (C): capitán
- (X): expulsado

#### Cuarto partido
| 13 de mayo, 18:00 | San Lorenzo (BA)                                                  | 83–90                | Quimsa                                                                        | Buenos Aires |  |  |
|                   | Parciales: 16-18, 25-33, 27-22, 15-17                             |                      |                                                                               | |  |  |
|                   | Estadísticas José Vildoza 19 Máximo Fjellerup 9 Nicolás Aguirre 4 | Reporte Pts Reb Asts | Estadísticas 32 Brandon Robinson 10 Ismael Romero Fernández 3 Nicolás Copello | Pabellón: Estadio Obras Sanitarias, El Templo del Rock Árbitros: * Fabricio Vito * Pablo Estévez * Rodrigo Castillo Televisión: TyC Sports |  |  |
| Serie: 2-2        |                                                                   |                      |                                                                               | |  |  |
|                   |                                                                   |                      |                                                                               | |  |  |

| Jugador    | Jugador             | TJ               | Pts              | Reb              | As               |
| ---------- | ------------------- | ---------------- | ---------------- | ---------------- | ---------------- |
| 7          | Nicolás Aguirre (C) | 39:43            | 13               | 3                | 4                |
| 9          | Kevin Hernández     | 23:48            | 11               | 5                | 0                |
| 10         | Máximo Fjellerup    | 30:38            | 13               | 9                | 2                |
| 11         | José Vildoza        | 34:13            | 19               | 1                | 3                |
| 33         | Nicolás Romano      | 31:58            | 15               | 6                | 1                |
| Suplentes  |                     |                  |                  |                  |                  |
| 4          | Ian Cerino          | —                | —                | —                | —                |
| 5          | Mariano Gago        | —                | —                | —                | —                |
| 12         | Facundo Rutenberg   | —                | —                | —                | —                |
| 13         | Leandro Cerminato   | —                | —                | —                | —                |
| 18         | Facundo Piñero      | 22:05            | 6                | 4                | 0                |
| 35         | Roberto Acuña       | 10:59            | 4                | 0                | 0                |
| 55         | José Defelippo      | 6:36             | 2                | 0                | 0                |
| Entrenador | Entrenador          | Silvio Santander | Silvio Santander | Silvio Santander | Silvio Santander |

| Jugador    | Jugador                 | TJ                 | Pts                | Reb                | As                 |
| ---------- | ----------------------- | ------------------ | ------------------ | ------------------ | ------------------ |
| 5          | Iván Gramajo            | 12:44              | 0                  | 1                  | 2                  |
| 10         | Nicolás Copello         | 22:53              | 3                  | 2                  | 3                  |
| 15         | Brandon Robinson        | 34:23              | 32                 | 5                  | 0                  |
| 28         | Ismael Romero Fernández | 27:31              | 18                 | 10                 | 2                  |
| 33         | Fabián Ramírez Barrios  | 24:57              | 2                  | 6                  | 0                  |
| Suplentes  |                         |                    |                    |                    |                    |
| 3          | Francisco Conrradi      | —                  | —                  | —                  | —                  |
| 4          | Alejandro Diez          | 13:00              | 8                  | 3                  | 0                  |
| 9          | Franco Baralle          | 21:10              | 15                 | 2                  | 2                  |
| 19         | Leo Mainoldi            | 17:04              | 6                  | 2                  | 0                  |
| 30         | Mauro Cosolito          | 25:40              | 6                  | 9                  | 2                  |
| 34         | Bryan Carabali          | 0:38               | 0                  | 0                  | 0                  |
| Entrenador | Entrenador              | Sebastián González | Sebastián González | Sebastián González | Sebastián González |

- (C): capitán
- (X): expulsado

#### Quinto partido
| 15 de mayo, 11:00 | Quimsa                                                                     | 77–82                | San Lorenzo (BA)                                                    | Buenos Aires |  |  |
|                   | Parciales: 18-17, 22-13, 22-28, 15-24                                      |                      |                                                                     | |  |  |
|                   | Estadísticas Brandon Robinson 20 Mauro Cosolito 7 Fabián Ramírez Barrios 4 | Reporte Pts Reb Asts | Estadísticas 18 José Vildoza 10 Máximo Fjellerup 2 Máximo Fjellerup | Pabellón: Estadio Obras Sanitarias, El Templo del Rock Árbitros: * Alejandro Chiti * Oscar Brítez * Leandro Lezcano Televisión: TyC Sports |  |  |
| Serie: 2-3        |                                                                            |                      |                                                                     | |  |  |
|                   |                                                                            |                      |                                                                     | |  |  |

| Jugador    | Jugador                 | TJ                 | Pts                | Reb                | As                 |
| ---------- | ----------------------- | ------------------ | ------------------ | ------------------ | ------------------ |
| 5          | Iván Gramajo            | 28:44              | 10                 | 1                  | 1                  |
| 10         | Nicolás Copello         | 16:26              | 7                  | 4                  | 1                  |
| 15         | Brandon Robinson        | 37:47              | 20                 | 7                  | 1                  |
| 28         | Ismael Romero Fernández | 25:33              | 15                 | 3                  | 1                  |
| 33         | Fabián Ramírez Barrios  | 22:48              | 4                  | 5                  | 4                  |
| Suplentes  |                         |                    |                    |                    |                    |
| 3          | Francisco Conrradi      | —                  | —                  | —                  | —                  |
| 4          | Alejandro Diez          | 14:20              | 8                  | 0                  | 0                  |
| 9          | Franco Baralle          | 19:24              | 8                  | 3                  | 1                  |
| 19         | Leo Mainoldi            | 17:29              | 3                  | 7                  | 1                  |
| 30         | Mauro Cosolito (C)      | 17:30              | 2                  | 7                  | 1                  |
| 34         | Bryan Carabali          | —                  | —                  | —                  | —                  |
| Entrenador | Entrenador              | Sebastián González | Sebastián González | Sebastián González | Sebastián González |

| Jugador    | Jugador             | TJ               | Pts              | Reb              | As               |
| ---------- | ------------------- | ---------------- | ---------------- | ---------------- | ---------------- |
| 7          | Nicolás Aguirre (C) | 35:15            | 18               | 3                | 2                |
| 9          | Kevin Hernández (X) | 24:20            | 4                | 8                | 0                |
| 10         | Máximo Fjellerup    | 31:53            | 16               | 10               | 2                |
| 11         | José Vildoza        | 31:50            | 18               | 2                | 2                |
| 33         | Nicolás Romano      | 21:42            | 14               | 5                | 0                |
| Suplentes  |                     |                  |                  |                  |                  |
| 4          | Ian Cerino          | —                | —                | —                | —                |
| 5          | Mariano Gago        | —                | —                | —                | —                |
| 12         | Facundo Rutenberg   | 0:36             | 0                | 0                | 0                |
| 13         | Leandro Cerminato   | 0:48             | 0                | 0                | 0                |
| 18         | Facundo Piñero      | 29:31            | 8                | 2                | 0                |
| 35         | Roberto Acuña       | 12:08            | 4                | 4                | 2                |
| 55         | José Defelippo (X)  | 11:57            | 0                | 1                | 1                |
| Entrenador | Entrenador          | Silvio Santander | Silvio Santander | Silvio Santander | Silvio Santander |

- (C): capitán
- (X): expulsado